# Aethecerus
Aethecerus is een geslacht van gewone sluipwespen (Ichneumonidae). De wetenschappelijke naam werd gepubliceerd door Constantin Wesmael in 1845.

## Soorten
- Aethecerus discolor
- Aethecerus dispar
- Aethecerus erythrocerus
- Aethecerus exilis
- Aethecerus foveolatus
- Aethecerus fulvidens
- Aethecerus graniger
- Aethecerus longior
- Aethecerus longulus
- Aethecerus meridionator
- Aethecerus nigellus
- Aethecerus nitidus
- Aethecerus pacificator
- Aethecerus pallicoxa
- Aethecerus parianae
- Aethecerus parvus
- Aethecerus pinifolii
- Aethecerus placidus
- Aethecerus porcellus
- Aethecerus punctifrons
- Aethecerus puniceus
- Aethecerus ranini
- Aethecerus regius
- Aethecerus rugifrons
- Aethecerus subniger
- Aethecerus tatoi
- Aethecerus uliae